# 혼다 데쓰야
혼다 데쓰야(일본어: 誉田 哲也, 1969년 8월 18일 ~ )는 일본의 소설가이다.
도쿄도 출신이다. 가쿠슈인 중·고등과를 거쳐, 가쿠슈인 대학 경제학부를 졸업하였다.

## 작품 목록

### 시리즈물

#### 카시와기 나츠미 시리즈
- 질풍 걸 (2005년 9월 신초샤 / 2009년 4월 고분샤 문고)
- 걸 미츠 걸 (2009년 4월 고분샤 / 2011년 12월 고분샤 문고)

#### 지우 시리즈
- 지우 I 경시청 특수범 수사계 (2005년 12월 중앙공론신사 / 2008년 12월 중공문고)
- 지우 II 경시청 특수 급습 부대 (2006년 3월 중앙공론신사 / 2009년 1월 중공문고)
- 지우 III 신세계 질서 (2006년 8월 중앙공론신사 / 2009년 2월 중공문고)
- 국경 사변 (2007년 11월 중앙공론신사 / 2010년 6월 중공문고) - 스핀오프 작품

#### 히메카와 레이코 시리즈
- 스트로베리 나이트 (2006년 2월 고분샤 / 2008년 9월 고분샤 문고 / 2012년 6월 씨엘북스)
- 소울 케이지 (2007년 3월 고분샤 / 2009년 10월 고분샤 문고 / 2012년 9월 씨엘북스)
- 시머트리 (2008년 2월 고분샤 / 2011년 2월 고분샤 문고)
- 인비저블 레인 (2009년 11월 고분샤 / 2012년 12월 씨엘북스)
- 감염유희 (2011년 3월 고분샤) - 스핀오프 작품
- 블루 머더 (2012년 11월 고분샤)
- 인덱스 (2014년 11월 고분샤)

#### 무사도 시리즈
- 무사도 식스틴 (2007년 7월 문예춘추 / 2010년 2월 문춘문고)
- 무사도 세븐틴 (2008년 7월 문예춘추 / 2011년 2월 문춘문고)
- 무사도 에이틴 (2009년 7월 문예춘추 / 2012년 2월 문춘문고)
- 무사도 제너레이션 (2015년 7월 문예춘추)

### 시리즈 외 소설
- 짐승의 성 ケモノの城(2017년 5월 후타바 문고) - 소설의 내용중 살해방법은 다르지만 사체 훼손 유기 방법은 고유정의 사체 훼손 유기 방법과 거의 흡사하게 묘사되어 있다.

### 팬 북
- 혼다 테츠야 All Works (2012년 3월 보도사) - 본인 감수에 의한 팬 북. 〈여자의 적〉 (히메카와 레이코 시리즈)도 수록.

## 영상화 작품

### 영화
- 무사도 식스틴 (2010년 4월 24일 개봉, 배급: 고 시네마, 감독: 후루마야 토모유키, 주연: 나루미 리코·키타노 키이)
- 스트로베리 나이트 (2013년 1월 26일 개봉, 배급: 도호, 감독: 사토 유이치, 주연: 다케우치 유코, 원작: 인비저블 레인)

### 텔레비전 드라마
후지 TV계
- 스트로베리 나이트 (2010년 11월 13일, 〈토요 프리미엄〉 테두리로 방송, 주연: 타케우치 유코)
- 스트로베리 나이트 레전드 (2012년 1월 6일, 주연: 다케우치 유코) - 2010년 11월 13일의 방송에 약간의 신촬 부분을 더한 것
- 스트로베리 나이트 (2012년 1월 10일 ~ 3월 20일, 전 11화, 주연: 다케우치 유코, 원작: 시머트리 / 감염유희 / 소울 케이지)
- 돌체 (2012년 10월 12일, 〈금요 프레스테이지〉 테두리로 방송, 주연: 마쓰시타 유키)
- 스트로베리 미드나이트 (2013년 1월 22일 ~ 25일, 전 4화, 출연: 니시지마 히데토시·우카지 타카시·마루야마 류헤이·와타나베 잇케이·타카시마 마사히로·나마세 카츠히사)
- 스트로베리 나이트 애프터 더 인비저블 레인 (2013년 1월 26일, 〈토요 프리미엄〉 테두리로 방송, 옴니버스 형식)
- 돌체 2 (2013년 11월 15일, 〈금요 프레스테이지〉 테두리로 방송, 주연: 마쓰시타 유키)

TV 아사히계
- 지우 경시청 특수범 수사계 (2011년 7월 29일 ~ 9월 23일, 전 9화, 주연: 쿠로키 메이사·타베 미카코, 원작: 지우 I 경시청 특수범 수사계 / 지우 II 경시청 특수 급습 부대 / 지우 III 신세계 질서)

WOWOW
- 히토리시즈카 (2012년 10월 21일 ~ 11월 25일, 전 6화, 주연: 카호)